# (546069) 2011 YX58
(546069) 2011 YX58 ist ein Asteroid des äußeren Hauptgürtels, der am 22. Juni 2004 von Spacewatch am Steward Observatory/Kitt Peak in Arizona/Vereinigte Staaten (IAU-Code 691) entdeckt wurde.